# La Unión kommun, Copán
La Unión är en kommun i Honduras.   Den ligger i departementet Departamento de Copán, i den västra delen av landet, 190 km väster om huvudstaden Tegucigalpa. Antalet invånare är 11 401. Arean är 215 kvadratkilometer.
Terrängen i La Unión är huvudsakligen kuperad, men västerut är den bergig.